# Spoorlijn Krzyż – Wałcz
De spoorlijn Krzyż – Wałcz (Kreuz – Deutsch Krone) was een in de Poolse woiwodschappen  Groot-Polen en West-Pommeren gelegen spoorlijn. De lijn is aangelegd door de toenmalige Landkreis Deutsch Krone om daarmee de kreishoofdstad Deutsch Krone te verbinden met het belangrijke station Kreuz aan de Ostbahn van Berlijn naar Oost-Pruisen. Het eerste deel van de lijn, van Kreuz tot Schloppe is geopend in 1899, in 1904 was de gehele lijn gereed. Na de Tweede Wereldoorlog, in 1945 werd de streek en daarmee ook de spoorlijn een deel van Polen.
In 1988 is het personenvervoer tussen Wałcz (Deutsch Krone) en Człopa (Schloppe) gestaakt en in 1991 op het nog resterende deel tussen Człopa en Krzyż. In 2000 is de lijn geheel stilgelegd.